# جارد كارتر
جارد كارتر (بالإنجليزية: Jared Carter)‏ هو مؤلف وكاتب وشاعر أمريكي، ولد في 10 يناير 1939 في إلوود في الولايات المتحدة.

## وصلات خارجية
- الموقع الرسمي